# Da'o

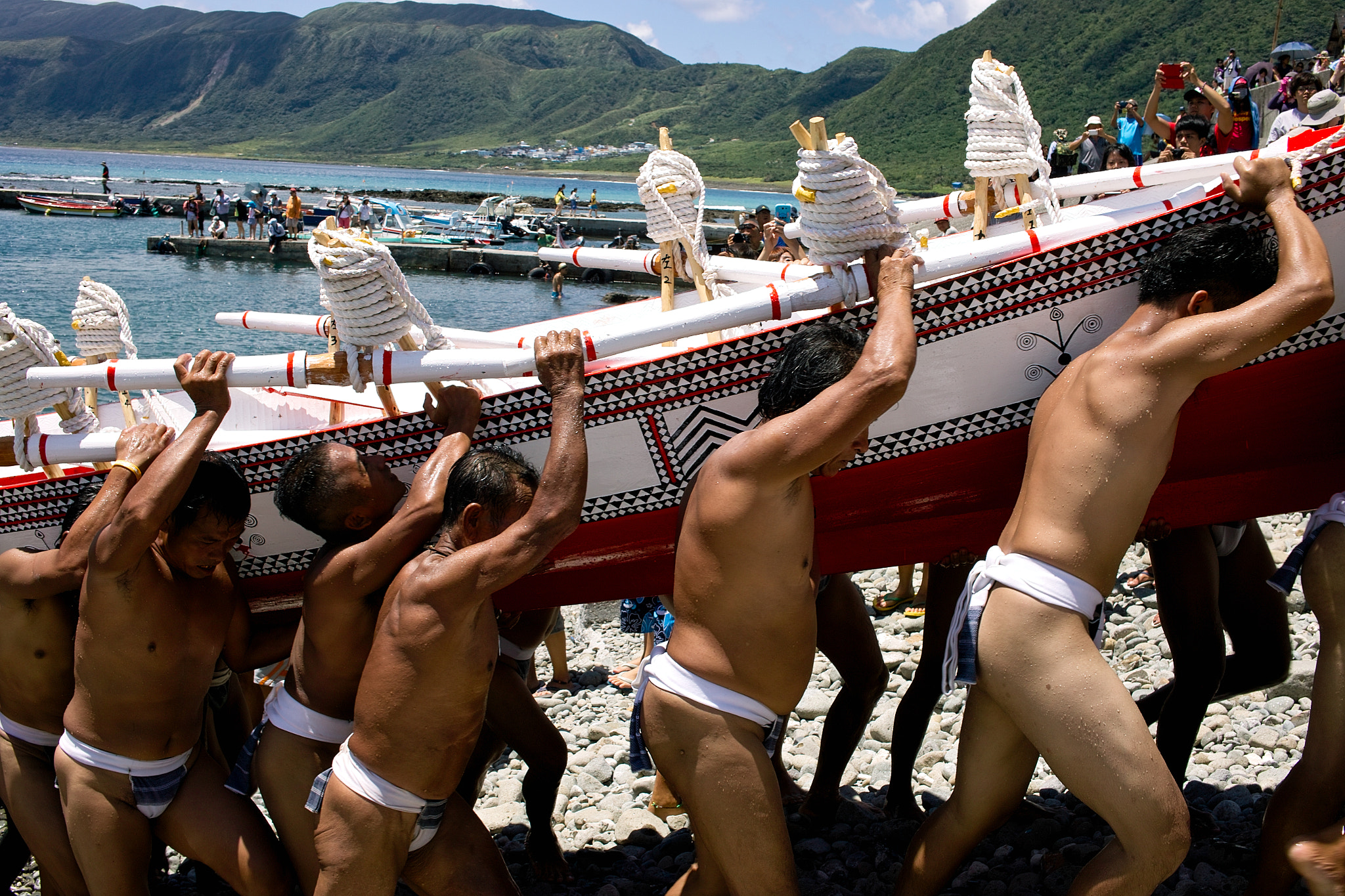
Photo prise sur l'île des Orchidées

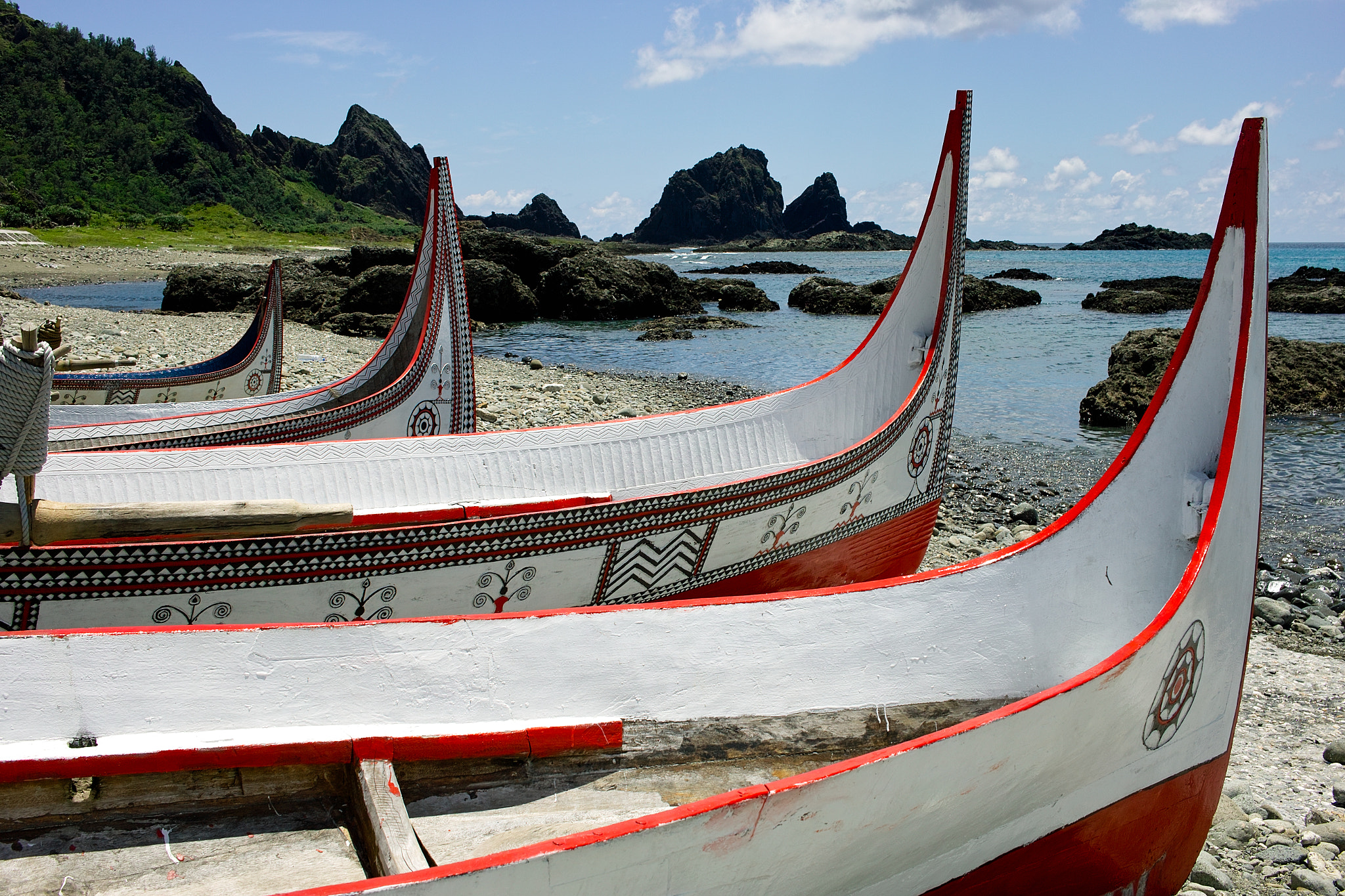
Bateaux Da'o

Les Da'o ou Yami (chinois : 達悟) sont l'un des aborigènes de Taïwan, officiellement reconnus par la République de Chine.
Les Da’o qui comptent environ 4 600 individus, sont apparentés aux habitants de Batan aux Philippines.
Ils auraient migré, il y a 1 000 ans, sur l’île des Orchidées ou Lanyu (蘭嶼) qui se trouve à une soixantaine de kilomètres de la côte sud-est de Taïwan.

## Langue
La langue yami appartient au groupe bashiïque des langues philippines dans la branche malayo-polynésienne des langues austronésiennes. Elle est donc plus proche de celle des Philippines que de celles parlées dans l'île principale de Taïwan. Dans la littérature taïwanaise moderne, l'écrivain Syaman Rapongan écrit dans cette langue.